# Семенов Володимир Михайлович
Володимир Михайлович Семенов (31 липня 1936, місто Іваново, тепер Російська Федерація) — радянський діяч, 1-й секретар Гродненського обласного комітету КП Білорусії. Член ЦК КПРС у 1990—1991 роках. Народний депутат СРСР (1989—1991).

## Життєпис
У 1959 році закінчив Білоруський політехнічний інститут у місті Мінську.
У 1959—1962 роках — інженер-конструктор, заступник секретаря комітету комсомолу Мінського тракторного заводу.
У 1962—1964 роках — 1-й секретар Заводського районного комітету ЛКСМ Білорусії міста Мінська.
Член КПРС з 1963 року.
У 1964—1967 роках — завідувач промислово-транспортного відділу Заводського районного комітету КП Білорусії міста Мінська.
У 1967—1969 роках — 2-й секретар, у 1969—1972 роках — 1-й секретар Заводського районного комітету КП Білорусії міста Мінська.
У 1972—1974 роках — 1-й секретар Гродненського міського комітету КП Білорусії.
У 1974 — 15 листопада 1989 року — секретар Гродненського обласного комітету КП Білорусії.
У 1981 році закінчив Академію суспільних наук при ЦК КПРС.
15 листопада 1989 — 25 серпня 1991 року — 1-й секретар Гродненського обласного комітету КП Білорусії.
Подальша доля невідома